# 水売り女
『水売り女』（みずうりおんな、西: La aguadora, 英: The Water Carrier）は、スペインのロマン主義の巨匠フランシスコ・デ・ゴヤが1808年から1812年の間に制作した風俗画である。油彩。水を売る若い女性を描いた作品で、『刃物を研ぐ男』（El afilador）の対作品。現在は両作品ともにブダペストにあるブダペスト国立西洋美術館に所蔵されている。

## 作品

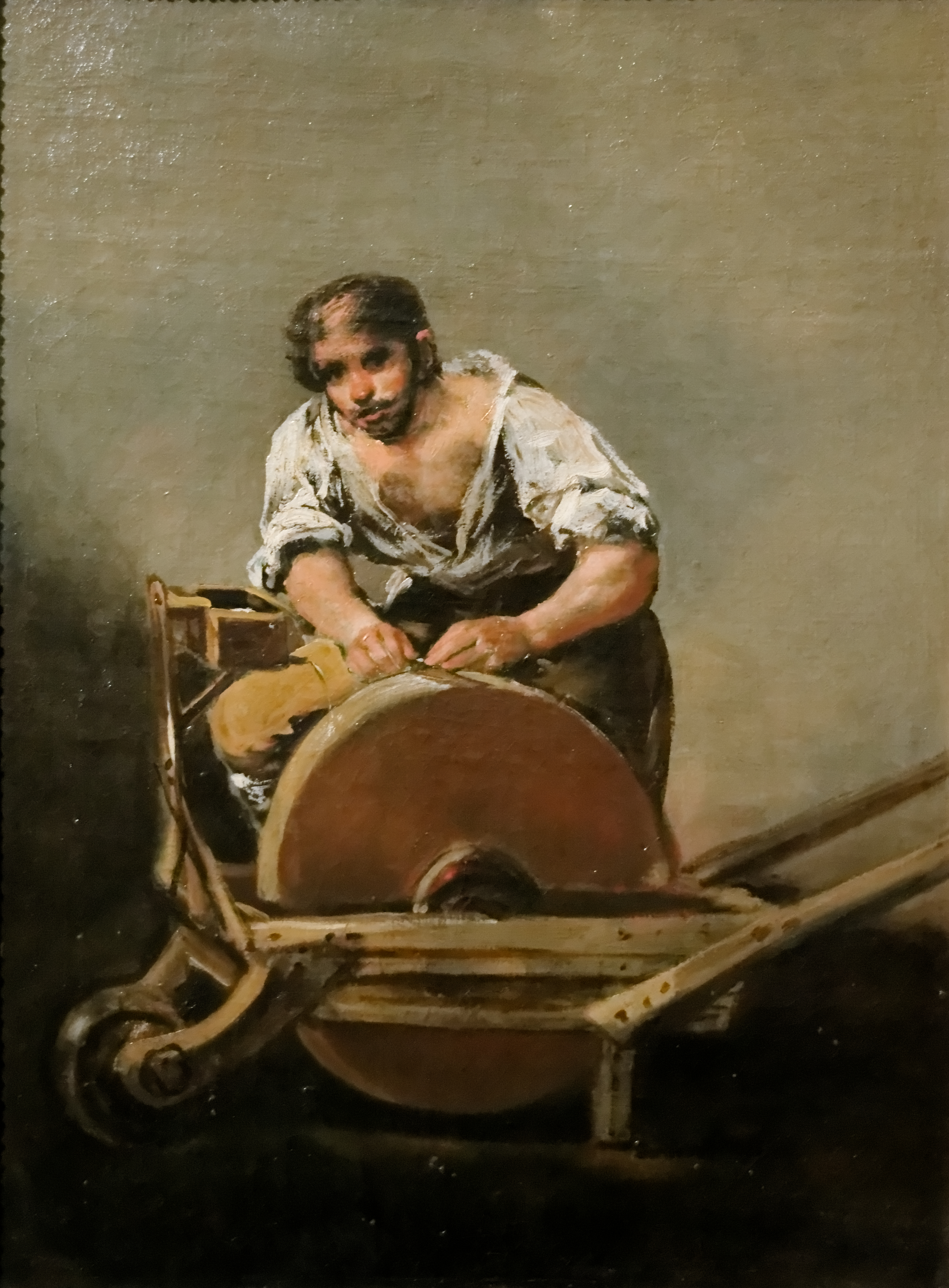
対作品『刃物を研ぐ男』。ブダペスト国立西洋美術館所蔵。

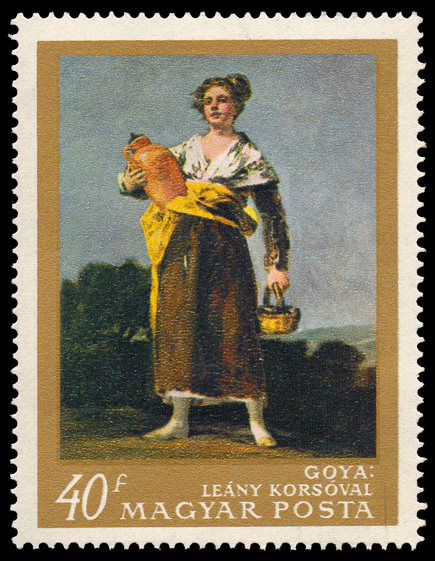
1968年にハンガリーで発行された切手。

ゴヤは堂々としたポーズで水瓶を持ちながら直立する若い女性を描いている。彼女はサラゴサの労働者階級の出身で、手に持った水差しを右腰に置き、左手には水を配るためのコップを入れた篭を持っている。若い女性は使い古された茶色のドレスを着ており、その上に白いショールを胸の上で交差させ、腰の周りに黄色の布を巻いている。女性の素朴な赤茶色のスカートの裾はほつれて不均一になり、白いペチコートの裾がはみ出している。女性は茶色の髪を後頭部でお団子にして、紐で留めている。残りの短い髪は風で少し乱れている。
『水売り女』と『刃物を研ぐ男』はホセファ・バイユーの死後に作成された1812年のゴヤ家の財産目録に2点合わせて13番として記載され、300レアルと評価されている。より大きなサイズの『老女たち』（Las viejas）にも同じ評価が与えられており、これは目録の中で大きな『バルコニーのマハたち』（Majas al balcón）と『バルコニーのマハとセレスティーナ（Maja y celestina al balcón）に次いで価値のある絵画であったことを意味する。美術史家ピエール・ガシエとジュリエット・ウィルソン＝バローは、両作品が決して大きなサイズの作品ではないにもかかわらず、1812年の目録でこの絵画にこれほど高い価値が付けられたことに驚いている。このことから、ブダペスト国立西洋美術館に収蔵されている作品は、おそらくオリジナルではなく縮小版であるという結論に至ったが、この説を裏付ける証拠はない。
両作品は1812年の目録に記載され、またX線撮影ですでに使用されていたキャンバスの上に描かれたことが判明したという事実から、ほぼ間違いなくゴヤ自身のために描かれたものである。このことはゴヤ自身が両作品を非常に高く評価していたことを推測させる。両作品のほとんど抽象化された背景はこの種の風俗画では珍しく、その現代的な外観と独創性において注目すべき作品となっており、低い視点から描かれた若い女性の全身像は威厳すら漂っている。ゴヤは労働者をヒロインに変身させ、女性に従属する風景に対して彼女の姿を高貴なものに変えている。
これを研究者たちはナポレオンとの戦争における無名の英雄たちへのオマージュと解釈している。ゴヤは他にもサラゴサ包囲戦で勇壮な戦いをした同胞を偲んで1810年から1814年頃に板絵『火薬の製造』（La fabricación de pólvora）と『弾丸の製造』（La fabricación de balas）を描いた。本作品では兵士たちに水を運び、彼らを励ました若い女性たちに敬意を表したのだろう。
この絵画は色彩の配色でも注目に値する。少女のスカートの赤茶色、ショールの白、腰に巻かれた大きな布の黄色はたがいに対照的であり、この魅力的な配色は水差しのオレンジと背景の灰色がかった青によって完成する。
ジュリエット・ウィルソンは、両作品で使用されている低い視点は、これらがゴヤのマドリードのバルベルデ通りにある邸宅の屋上として描かれたことを示唆していると考えている。

## 来歴
両作品は1812年のゴヤ家の財産目録に記載されたのち、オーストリアの駐スペイン大使として1815年から1817年にマドリードに滞在した外交官アロイス・ヴェンツェル・フォン・カウニッツ＝リートベルクによって購入された。彼は後にこれらをニコラウス・エステルハージ侯爵に売却し、エステルハージ侯爵はこれらをブダペスト国立西洋美術館に売却した。

## 複製
この作品は様々な複製が存在しており、カリフォルニア州パサデナのノートン・ サイモン財団（Norton Simon Foundation）、メキシコのサン・カルロス国立美術館、マドリードのモンテサ侯爵（Marquis of Montesa）のコレクションに所蔵されている。これらの複製の真筆性については証明されていないが、『水売り女』が大いに賞賛されたことを示唆している。

## 切手
『水売り女』と『刃物を研ぐ男』はブダペスト国立西洋美術館を代表する作品の1つとして、1968年にハンガリーから発行された切手の図案に採用されている。

## ギャラリー
関連する作品

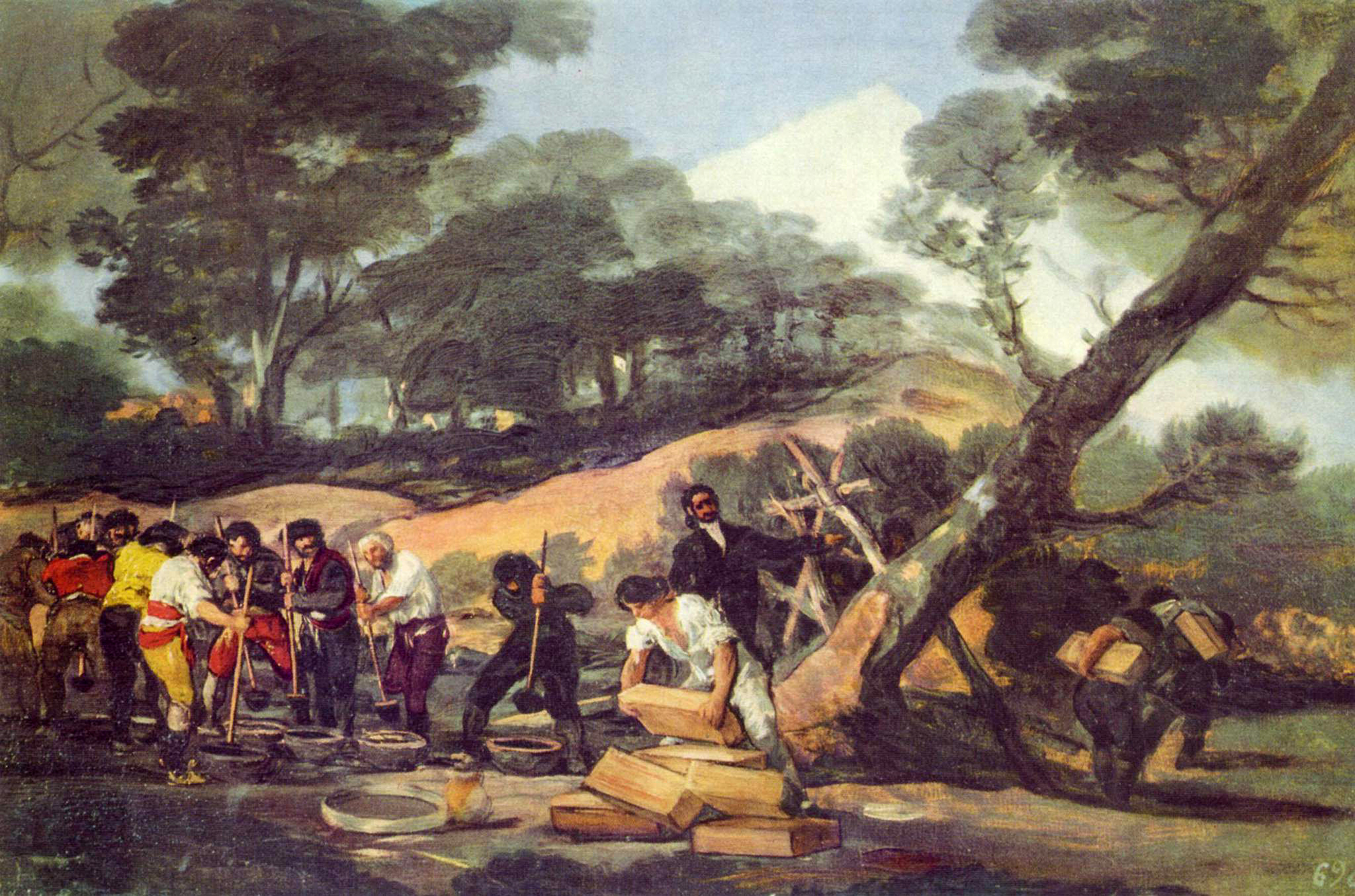
『火薬の製造』1810年-1814年頃
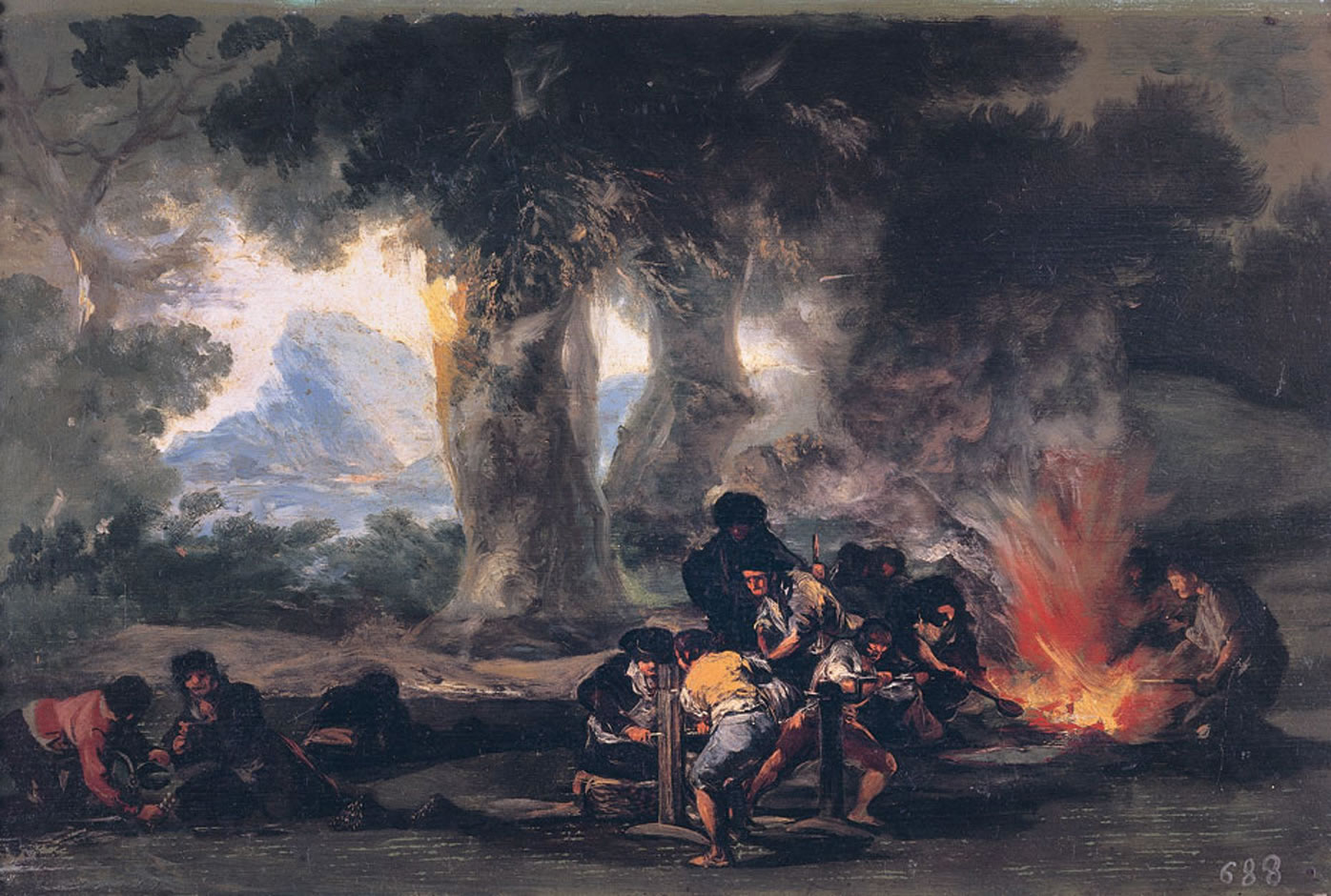
『弾丸の製造』1810年-1814年頃